# ドラゴンボールZ 武勇烈伝
『ドラゴンボールZ 武勇烈伝』（－ぶゆうれつでん）は、1994年4月1日に日本のバンダイから発売されたメガドライブ用2D対戦型格闘ゲーム。欧州では『Dragon Ball Z: L'Appel du Destin』のタイトルで発売された。
フジテレビ系テレビアニメ『ドラゴンボールZ』（1989年 - 1996年）を題材とした作品。原作のフリーザ編からセル編に登場したキャラクターが使用可能。登場キャラクターは総勢11名となっており、各キャラクター毎にストーリー設定が存在する。

## 概要
2D格闘ゲームで、基本的にはSFCで前年に発売されていた超武闘伝シリーズのシステムを踏襲している。クリリンやギニュー、リクームが初めてプレイヤーキャラとして登場するのも特徴。クリリンはともかく、ギニューとリクームに関しては後年になって「なぜ追加されたのか」と訝るゲームライターも現われた。
シリーズ恒例のデュアルスクリーンによるバトルが本作の持ち味。空中戦が多いため、地上と空中で画面がニ分割される。必殺技を使用するとデモ画面になるが、そのデモ必殺技のみに対応した技で返すことができる。このほかにもメテオスマッシュという体力・気力に関係なく放てる隠し技も存在する。
パンチやキックで攻撃してキャラをダウンさせたらそれ以降は気を溜めて必殺技を打つだけという単調なゲーム性から、コマンドの早打ち競争のような面は否めない。グラフィックが粗く動作ももっさりしているため、シリーズ中でも優れた作品とは決して言い切れない。
ドラゴンボールのコンピュータゲームで唯一のメガドライブ用ソフトであり、セガ製ハード初のドラゴンボールのゲームソフトである。
メテオスマッシュは全キャラに用意されている。
グラフィックはスーパーファミコンに比べて粗いものの、動画枚数が一部武闘伝シリーズよりも豊富で、ドットアニメーションが滑らかな部分もある。

## 登場人物
- 孫悟空
  - 声 - 野沢雅子
- 孫悟飯
  - 声優 - 野沢雅子
- ベジータ
  - 声  - 堀川りょう
- トランクス
  - 声 - 草尾毅
- ピッコロ
  - 声 - 古川登志夫
- クリリン
  - 声 - 田中真弓
- リクーム
  - 声 - 内海賢二
- ギニュー
  - 声 - 堀秀行
- フリーザ
  - 声 - 中尾隆聖
- 人造人間18号
  - 声 - 伊藤美紀
- セル
  - 声 - 若本規夫※クレジット未掲載

## スタッフ
- エグゼクティブ・プロデューサー：平野雄二
- チーフ・プロデューサー：宮河恭夫
- プロデューサー：清水泰臣、ドラゴン鈴木（鈴木敏弘）
- コーディネーター：さざんた
- プログラマー：めぐみただし、TY
- グラフィック・デザイン：いしいひろみ、鈴木英樹、まつばらきしこ
- サウンド・ワーク：あまやんぐ（天岸真志）、あっしー、よこやんま
- 東映動画：森下孝三、蛭田成一
- バトルキャラ制作：末永雄一
- バトルキャラ原画：宮原直樹、沖本秀子、海老沢幸男、袴田裕二、関明美、志田直俊、稲葉仁、稲上晃、佐伯哲也
- アシスト・ワーク：渡辺浩孝、磯貝健夫、さとうつよし
- スペシャル・サンクス：
  - 週刊少年ジャンプ
    - 堀江信彦、武田冬門、町田宗治

  - Vジャンプ
    - 鳥嶋和彦、高橋俊昌、岡本堅史

  - 松本常男、赤松直人、清野義孝、青二プロ、スタジオタバック、ちえちゃん、かっぱ、ハンター2、あるふぁ

## 評価
- ゲーム誌『ファミコン通信』の「クロスレビュー」では7・6・7・4の合計24点（満40点）となっている[3]。

- ゲーム誌『メガドライブFAN』の読者投票による「ゲーム通信簿」での評価は以下の通りとなっており、21.3点（満30点）となっている[15]。

| 項目 | キャラクタ | 音楽 | お買得度 | 操作性 | 熱中度 | オリジナリティ | 総合 |
| 得点 | 4.1        | 3.4  | 3.2      | 3.4    | 3.8    | 3.5            | 21.3 |

- ゲーム本『メガドライブ大全』（2004年、太田出版）では、基本的なゲームシステムはスーパーファミコンで発売された『ドラゴンボールZ 超武闘伝』（1993年）を継承していると指摘した上で、ほぼ全キャラクターにスライディングキックが追加されている事を「接近戦に花を添えています」と肯定的に評価した[16]。また、同アニメの格闘ゲーム作品において初めて「クリリン」が登場した事を特記しており、さらにギニュー隊長が登場している事やストーリーモードで展開されるアナザーストーリーに関してもいぶし銀的な良さがあると称賛した[16]。